# Przemiana perlityczna
Przemiana perlityczna – przemiana fazowa (termiczna) austenitu w perlit zachodząca w wyniku powolnego chłodzenia stali (poniżej temperatury 727 °C) nagrzanej do temperatury austenitu. Zachodzi przy ochłodzeniu austenitu poniżej temperatury Ar1 (alotropowej). Jest to przemiana dyfuzyjna, związana z przegrupowaniem atomów węgla, zachodząca przez zarodkowanie i wzrost zarodków; zarodkowanie heterogeniczne na cząstkach cementytu, płytkach ferrytu, a w austenicie na granicach jego ziaren; kolejno tworzenie płytek cementytu i ferrytu.

## Ogólne wiadomości
Przemiana perlityczna reprezentuje dużą grupę przemian eutektoidalnych. Charakteryzują się one tym, iż z jednorodnej fazy wyjściowej powstaje mieszanina dwóch nowych faz stałych. Różnią się one od fazy wyjściowej strukturą krystaliczną i składem chemicznym. Przemiana perlityczna jest bardzo podobna do wydzielania nieciągłego.
Przemiana perlityczna jest jednym z przypadków przemian dyfuzyjnych austenitu. Zachodzi po ochłodzeniu austenitu poniżej temperatury Ar1. Temperatura Ar1 to temperatura całkowitej przemiany austenitu w ferryt lub w ferryt i cementyt (perlit) podczas chłodzenia. W warunkach równowagi termodynamicznej z austenitu o zawartości 0,77% C powstaje mieszanina eutektoidalna ferrytu o zawartości 0,0218% C i cementytu o zawartości 6,67% C.

### Zarodkowanie perlitu
Z termodynamicznego punktu widzenia nie jest możliwe określenie, której fazy zarodek zainicjuje przemianę, gdyż ich pojawienie się jest równo prawdopodobne. Jednak wysoka zawartość węgla w stalach o składzie bliskiemu eutektoidalnemu będzie faworyzować cementyt.
Dla uproszczenia można założyć, że na granicy ziaren austenitu pierwszy pojawi się zarodek cementytu. W miarę postępującego jego wzrostu będzie powodować dyfuzję węgla z austenitu indukując jego silne zubożenie w tej fazie. To z kolei pozwoli uczynić bardziej prawdopodobnym pojawienie się zarodka ferrytu. Jeżeli do tego dojdzie to nowa faza powstanie na powierzchni międzyfazowej austenit-cementyt. Wzrastający zarodek ferrytu spowoduje wypchnięcie boczne węgla i lokalne nasycenie nim austenitu. Analogicznie spowoduje to zwiększenie prawdopodobieństwa na powstanie nowego zarodka cementytu. Perlit będzie dzięki temu charakteryzować się bocznym zarodkowaniem płytek i ich krawędziowym wzrostem. Kolejne płytki będą pojawia się w wyniku lokalnych zmian składu austenitu.

### Prędkość zarodkowania perlitu
Powstawanie ferrytu na powierzchni międzyfazowej austenit-cementyt powoduje, że prędkość zarodkowania perlitu zmienia się z czasem. W miarę upływu czasu rośnie liczba cząstek cementytu, przy których zarodkować może ferryt i vice versa. Dodatkowo stale powiększające się powierzchnie międzyfazowe austenit-cementyt i austenit-ferryt przypadających na każdą cząstkę powodują pojawienie się większej ilości uprzywilejowanych energetycznie miejsc na których może zarodkować ferryt/cementyt. Głównym mechanizmem wpływającym na prędkość zarodkowania perlitu jest jakość dyfuzji węgla. Jeżeli założymy niezmienność prędkości zarodkowania ferrytu w odniesieniu do jednostki powierzchni międzyfazowej cementyt-austenit nf oraz niezmienność prędkości zarodkowania cementytu na granicach ziaren austenitu {\displaystyle n_{c}} to prędkość zarodkowania perlitu Ip będzie dana równaniem:
{\displaystyle I_{p}=n_{f}\cdot F_{c}}
gdzie:
{\displaystyle F_{c}} – całkowita powierzchnia międzyfazowa austenit-cementyt po czasie {\displaystyle t} [m²]
Wielkość całkowitej powierzchni międzyfazowej austenit-cementyt po czasie t jest dana poniższą relacją:
{\displaystyle F_{c}=2\pi \cdot D\cdot n_{c}\cdot A_{\gamma }\cdot \int \limits _{\tau =0}^{\tau =t}\,(t-\tau )d\tau }
gdzie:
{\displaystyle D} – współczynnik dyfuzji węgla w austenicie [m²/s]
{\displaystyle A_{\gamma }} – powierzchnia właściwa granic ziaren austenitu [m²]
{\displaystyle t} – całkowity czas przemiany [s]
{\displaystyle \tau } – czas wzrostu zarodka ferrytu/cementytu [s]
{\displaystyle (t-\tau )} – efektywny czas wzrostu ferrytu/cementytu [s]
Po podłożeniu zmiennej {\displaystyle F_{c}} można zauważyć prostą relację pomiędzy prędkością zarodkowania perlitu a czasem:
{\displaystyle I_{p}\propto A_{\gamma }t^{2}}
Zgodnie z powyższą proporcjonalnością prędkość zarodkowania perlitu rośnie z kwadratem czasu. Niestety wyprowadzone równania mogą być stosowane tylko w ograniczonym zakresie. Powierzchnia właściwa granic ziaren austenitu jest niezależna od czasu jedynie dla bardzo małych przechłodzeń i krótkich czasów przemiany. W przypadku dużych przechłodzeń granice ziaren na samym początku obficie pokrywają się ciągłą warstewką perlitu, co powoduje wyczerpanie miejsc dla kolejnych zarodków; a w konsekwencji powoduje to spadek prędkości zarodkowania na granicach ziaren do zera.

### Prędkość wzrostu płytki ferrytu/cementytu w perlicie
Przed front rosnącej płytki ferrytu wypychany jest węgiel, który przemieszcza się drogą dyfuzji w austenicie w kierunku płytki cementytu. Gradient koncentracji, w którym odbywa się dyfuzja określony jest odległościami międzypłytkowymi i różnicami stężenia węgla w austenicie przed płytką ferrytu/cementytu.
Prędkość wzrostu płytki ferrytu w perlicie dana jest wzorem:
{\displaystyle R_{\alpha }={\frac {D^{\gamma }\cdot \Delta c_{0}}{4\eta \cdot S^{*}\cdot (c_{\gamma }-c_{\alpha })}}}
gdzie:
{\displaystyle D^{\gamma }} – współczynnik dyfuzji węgla w austenicie [m²/s]
{\displaystyle \Delta c_{0}} – maksymalna różnica stężeń węgla w perlicie przed frontem rosnących płytek [%]
{\displaystyle \eta } – stała proporcjonalności
{\displaystyle S^{*}} – krytyczna odległość międzypłytkowa [m]
cγ i cα – zawartość węgla w austenicie i ferrycie przy powierzchni międzyfazowej [%]
Podobne wyrażenie można wyprowadzić dla wzrostu płytek cementytu.